# Хоукс, Кристофер
Кристофер Хоукс (англ. Charles Francis Christopher Hawkes; 05.06.1905, Лондон — 29.03.1992) — британо-английский археолог. Профессор Оксфорда, член Британской академии (1948).

## Биография
Родился в семье барристера, также преподававшего историю в Кембридже. Учился в Винчестер-колледже, а с 1924 года в оксфордском Нью-колледже, где получил первоклассную степень отличия по классической литературе. В 1925 году опубликовал свою первую статью. В том же году участвовал в раскопках вместе с Мортимером Уилером. Работал в Британском музее с 1928 года. Ушёл оттуда из-за ухудшившихся отношений с Реджинальдом Аллендером Смитом.
В 1933 стал супругом Ж. Хоукс. Их написанная совместно книга «Prehistoric Britain» в 1943 году была посвящена истории доисторической Британии от палеолита до 43 года н. э. С 1946 года стал первым в должности оксфордского профессора европейской археологии. В те же годы состоял членом Кэбл-колледже в чине первого профессорского члена. В 1953 и 1954 годах был приглашённым лектором в Гарварде. В 1953 году развёлся с первой женой. С 1959 года женат на Соне Чедвик, с которой познакомились в 1958 году.
Стал основателем оксфордского Института археологии в 1961 году. С 1972 года вышел на пенсию. Стал член Немецкого археологического института и член-корреспондентом Королевской ирландской академии, а также почётным доктором Национального университета Ирландии в 1972 и университета Haute-Bretagne в 1973. В 1974 году был приглашённым профессором Мюнхенского университета.
В 1981 году Хоукса наградили золотой медалью по номинации Робина Джорджа Коллингвуда Лондонского общества антикваров, членом которого он состоял с 1932 года.